# Вейн Ґрудем
Джим-Фоллс (Вісконсин)
Вейн А. Грудем (11 лютого 1948) — євангельський богослов, професор теології та біблійних досліджень у семінарії Фенікс (Аризона, США) та письменник. Він був співзасновником Ради з біблійної мужності та жіночості, членом Комітету з нагляду за перекладом Біблії ESV (англійська стандартна версія – анг. ESV) та головним редактором навчальної Біблії ESV Study Bible. У 1999 році Вейн Ґрудем обіймав посаду президента Євангельського теологічного товариства .

## Раннє життя
Вейн Ґрудем народився 11 лютого 1948 року в Джим-Фоллз (штат Вісконсин, США). У дитинстві він відвідував Першу баптистську церкву в О-Клер, (штат Вісконсин, США).
Ґрудем навчався в Гарвардському університеті і здобув там ступінь бакалавру в економіці. Також він є випускником Вестмінстерської богословської семінарії (магістр і доктор богослов’я) та Кембриджського університету (PhD).

## Кар'єра
У 1999 році доктор Ґрудем обіймав посаду президента Євангельського теологічного товариства. У 2001 році він став професором теології та біблійних досліджень у семінарії Феніксу. До того він 20 років викладав в американській Школі євангельського богослов’я Трійці.
Також пан Ґрудем був співзасновником Ради з біблійної мужності та жіночості та членом Комітету з нагляду за перекладом Біблії ESV (англійська стандартна версія – анг. ESV) й головним редактором навчальної Біблії ESV Study Bible .

## Книги
Вейн Ґрудем написав понад 100 статей як для широкого загалу, так і для наукових журналів. Він є автором багатьох книжок.
1. «Дар пророцтва в Новому завіті та сьогодні» (1988)
2. «Відновлення біблійної мужності та жіночності» (1991) (відредаговано разом з Джоном Пайпером). У 1992 році цю працю журнал «Християнство сьогодні» назвав Книгою року.
3. «Систематичне богослів’я: введення в біблійне вчення» (1994)
4. «Які сьогодні є чудотворні дари? Чотири погляди на це питання» (1996) у співавторстві з Річаром Гаффіном та іншими
5. «Біблійна доктрина» (1999)
6. «Дар пророцтва в 1-му посланні коринтянам (дисертаційна робота)» (2000)
7. «Християнські основи для чоловіків і жінок» (редактор) (2002)
8. «Пасторські настанови для чоловіків і жінок» (2003) у співавторстві з Деннісом Рейні
9. «Бізнес для слави Божої» (2003)
10. «Євангельський фемінізм і біблійна Істина» (2004)
11. «Переклад Біблії TNIV та гендерно-нейтральна біблійна дискусія» (2005) у співавторстві з Верном Пойсресом.
12. Біблія (англійська стандартна версія – анг. ESV) (член Комітету з нагляду за перекладом) (2005)
13. «Перекладаючи Правду: змістовний буквальний переклад Біблії» (2005)
14. «Християнська віра» (2005)
15. «Християнська віра» DVD-курс з 20-ти частин
16. «Євангельський фемінізм: новий спосіб іти в бік лібералізму?» (2006)
17. «Навчальна Біблія перекладу ESV» (головний редактор) (2008)
18. «Перше послання Петра» (серія коментарів до Нового завіту Тіндейла) (2009)
19. «Політика – відповідно до Біблії» (2010)
20. «Який переклад Біблії слід використовувати?» (2012)
21. «Голосуй як християнин: соціальні питання» (2012)
22. «Голосуй як християнин: економічні питання та питання зовнішньої політики» (2012)
23. «Бідність народів: стійке рішення» (2013) у співавторстві з Баррі Асмусом
24. «Теологія «безкоштовної благодаті»: 5 способів применшити Благу звістку (2016)
25. «Християнська етика» (2018)[5]

## Особисте життя
Разом із дружиною Маргарет Ґрудем мають трьох дітей: Еліота, Олівера та Олександра. У 2015 році Вейн Ґрудем публічно оголосив, що в нього діагностували хворобу Паркінсона.